# 케어 베어스

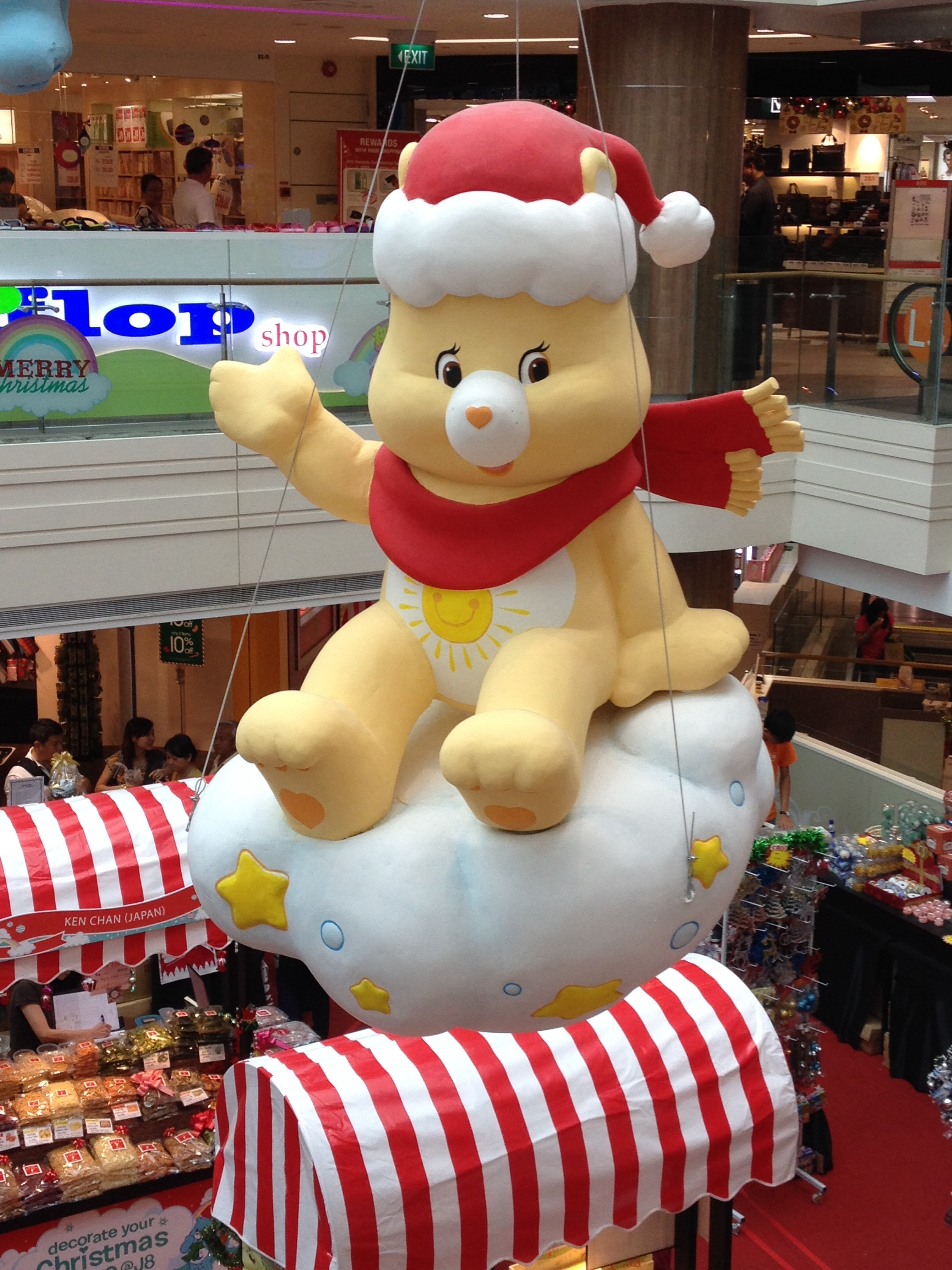
팬샤인 베어 애드벌룬. 2013년 12월 1일 싱가포르 정션 8에서 촬영.

케어 베어스(Care Bears)는 미국에서 제작된 다양한 색상을 가진 여러 마리의 곰 캐릭터이다. 원작 예술가는 ClaireRussell으로, 1981년에 아메리칸 그리팅스에서 연하카드 삽화로 처음 제작되었다. 나중에 등장 인물들은 장난감과 TV프로그램과 영화에 사용되었다. 현재는 애니메이션 및 장난감을 비롯한 여러 매체 및 상품으로 출시된 상표권을 가진 캐릭터이기도 하다.

## 등장인물

### 원본
베드타임 베어 (Bedtime Bear)
발매일: 1982년
색깔:      하늘색
버스데이 베어 (Birthday Bear)
발매일: 1982년
색깔:      노란색
치어 베어 (Cheer Bear)
발매일: 1982년
색깔:      분홍색
프렌드 베어 (Friend Bear)
발매일: 1982년
색깔:      주황색
펀샤인 베어 (Funshine Bear)
발매일: 1982년
색깔:      노란색
굿 럭 베어 (Good Luck Bear)
발매일: 1982년
색깔:      녹색
그럼피 베어 (Grumpy Bear)
발매일: 1982년
색깔:      파란색
러브 어 로트 베어 (Love-a-Lot Bear)
발매일: 1982년
색깔:      분홍색
텐더하트 베어 (Tenderheart Bear)
발매일: 1982년
색깔:      주황색
위시 베어 (Wish Bear)
발매일: 1982년
색깔:      청록색

### 미디어 독점
베이비 허그스 베어 (Baby Hugs Bear)
발매일: 1984년
색깔:      분홍색
베이비 터그스 베어 (Baby Tugs Bear)
발매일: 1984년
색깔:      하늘색
그람스 베어 (Grams Bear)
발매일: 1984년
색깔:      하늘색
시크릿 베어 (Secret Bear)
발매일: 1985년
색깔:      분홍색
발매일: 1985년
쉐어 베어 (Share Bear)
색깔:      보라색
트루 하트 베어 (True Heart Bear)
발매일: 1986년
색깔:      분홍색
퍼펙트 팬더 (Perfect Panda)
발매일: 1986년
색깔:          검은색・하얀색
폴라이트 팬더 (Polite Panda)
발매일: 1986년
색깔:          보라색・하얀색
미 베어 (Me Bear)
발매일: 2005년
색깔:      분홍색
메시 베어 (Messy Bear)
발매일: 2005년
색깔:      하늘색
투 라우드 베어 (Too Loud Bear)
발매일: 2005년
색깔:      빨간색
우프시 베어 (Oopsy Bear)
발매일: 2007년
색깔:      녹색
원더하트 베어 (Wonderheart Bear)
발매일: 2012년
색깔:      분홍색
시버 미 팀 베어 (Shiver Me Timbear)
발매일: 2012년
색깔:      갈색
그레이트 기빙 베어 (Great Giving Bear)
발매일: 2012년
색깔:      빨간색
워치풀 베어 (Watchful Bear)
발매일: 2019년
색깔:      녹색

### 상품 독점
챔프 베어 (Champ Bear)
발매일: 1985년
색깔:      파란색
하모니 베어 (Harmony Bear)
발매일: 1985년
색깔:      보라색
데이드림 베어 (Daydream Bear)
발매일: 1985년
색깔:      보라색
서프라이즈 베어 (Surprise Bear)
발매일: 1985년
색깔:      보라색
테이크 케어 베어 (Take Care Bear)
발매일: 1987년
색깔:      보라색
래프 어 로트 베어 (Laugh-a-Lot Bear)
발매일: 2003년
색깔:      주황색
두 유어 베스트 베어 (Do-Your-Best Bear)
발매일: 2004년
색깔:      연두색
배쉬풀 하트 베어 (Bashful Heart Bear)
발매일: 2004년
색깔:      청록색
베스트 프렌드 베어 (Best Friend Bear)
발매일: 2004년
색깔:      보라색
퍠인크스 어 로트 베어 (Thanks-A-Lot Bear)
발매일: 2004년
색깔:      청록색
호프풀 하트 베어 (Hopeful Heart Bear)
발매일: 2005년
색깔:      분홍색
스마트 하트 베어 (Smart Heart Bear)
발매일: 2005년
색깔:      빨간색
스위트 드림스 베어 (Sweet Dreams Bear)
발매일: 2005년
색깔:      보라색
아미고 베어 (Amigo Bear)
발매일: 2006년
색깔:      주황색
올웨이즈 데어 베어 (Always There Bear)
발매일: 2006년
색깔:      빨간색
하트송 베어 (Heartsong Bear)
발매일: 2006년
색깔:      청록색
플레이 어 로트 베어 (Play-a-Lot Bear)
발매일: 2006년
색깔:      하늘색
샤인 브라이트 베어 (Shine Bright Bear)
발매일: 2006년
색깔:      분홍색
슈퍼스타 베어 (Superstar Bear)
발매일: 2006년
색깔:      노란색
워크 오브 하트 베어 (Work of Heart Bear)
발매일: 2006년
색깔:                          무지개색
투게더네스 베어 (Togetherness Bear)
발매일: 2021년
색깔:                          무지개색

### 휴일 독점
포레스트 프렌드 베어 (Forest Friend Bear)
발매일: 1980년대
색깔:      갈색
아이 러브 유 베어 (I Love You Bear)
발매일: 1980년대 중반
색깔:      노란색
씨 프렌드 베어 (Sea Friend Bear)
발매일: 1980년대
색깔:      하늘색
프레셔스 하트 베어 (Precious Heart Bear)
발매일: 1991년
색깔:      분홍색
아메리카 베어 (America Cares Bear)
발매일: 1991년・2003년
색깔:      하얀색
올 마이 하트 베어 (All My Heart Bear)
발매일: 2006년
색깔:      빨간색
핑크 파워 베어 (Pink Power Bear)
발매일: 2008년
색깔:      분홍색
스위트 사쿠라 베어 (Sweet Sakura Bear)
발매일: 2009년
색깔:      분홍색
트릭 오어 스위트 베어 (Trick-or-Sweet Bear)
발매일: 2013년
색깔:      주황색
크리스마스 위시스 베어 (Christmas Wishes Bear)
발매일: 2014년
색깔:      하얀색
레인보우 하트 베어 (Rainbow Heart Bear)
발매일: 2017년
색깔:      보라색
피스 오브 하트 베어 (Piece of Heart Bear)
발매일: 2018년
색깔:      분홍색
스파클 하트 베어 (Sparkle Heart Bear)
발매일: 2019년
색깔:      하얀색
유니티 베어 (Unity Bear)
발매일: 2020년
색깔:      청록색
아이 케어 베어 (I Care Bear)
발매일: 2022년
색깔:          하늘색・녹색
케어 어 로트 베어 (Care-a-Lot Bear)
발매일: 2022년
색깔:              보라색・분홍색・하늘색
스위트 메시지 베어 (Sweet Message Bear)
발매일: 2022년
색깔:                         
드림 브라이트 베어 (Dream Bright Bear)
발매일: 2022년
색깔:          하늘색・보라색
데어 투 케어 베어 (Dare to Care Bear)
발매일: 2022년
색깔:                  주황색・분홍색・보라색・파란색
케어 어 로트 베어 (Care-a-Lot Bear)
발매일: 2022년
색깔:              분홍색・보라색・하늘색
스위트 셀레브레이션 베어 (Sweet Celebrations Bear)
발매일: 2022년
색깔:      노란색

## 케어 베어 카즌스
브레이브 하트 라이언 (Brave Heart Lion)
발매일: 1985년
색깔:      주황색
브라이트 하트 라쿤 (Bright Heart Racoon)
발매일: 1985년
색깔:          보라색
코지 하트 펭귄 (Cozy Heart Penguin)
발매일: 1985년
색깔:          보라색・하얀색
젠틀 하트 람브 (Gentle Heart Lamb)
발매일: 1985년
색깔:      녹색
로스어 하트 엘레판트 (Lotsa Heart Elephant)
발매일: 1985년
색깔:      분홍색
로열 하트 도그 (Loyal Heart Dog)
발매일: 1985년
색깔:      파란색
플레이풀 하트 몽키 (Playful Heart Monkey)
발매일: 1985년
색깔:      노란색
프라우드 하트 캣 (Proud Heart Cat)
발매일: 1985년
색깔:      청록색
스위프트 하트 래빗 (Swift Heart Rabbit)
발매일: 1985년
색깔:      파란색
트리트 하트 피그 (Treat Heart Pig)
발매일: 1985년
색깔:      노란색
노블 하트 호스 (Noble Heart Horse)
발매일: 1986년
색깔:      보라색

## 특징

### 마법주문
케어베어는 친구들과 함께 서서 각각의 배꼽 심볼에서 빛을 발산한다. 이는 "Care Bear Stare"(일명 "Belly Magic")이다. 빛은 모여 대상의 마음 속에 기쁨을 가져 올 수 있으며, 관심과 기쁨을 가져다 줄 수있는 사랑의 한 줄기와 좋은 격려를 형성한다. 케어베어는 배의 심볼를 사용하여 하트 모양의 풍선, 구름 자동차, 레인보우 브릿지 및 조난 신호 발신과 같은 다른 것들을 소환 할 수 있다.

### 케어링 미터기
처음에는 케어베어의 케어링미터기에 대한 언급이 없었다. 케어링 미터기는 케어베어들의 메인회의장 안의 Care-a-lot의 중심에 있다. 이 측정기는 Care-a-lot과 지구 둘다 얼마나 보살펴주는가를 보여준다. 이상적으로는 미터기가 무지개 쪽을 향해야한다. 비구름쪽으로 미터가 떨어지면, 케어베어들은 더 많은 사람들이 보살핌을 받도록하려고 "돌보는 임무"를 가거나 곰들이 돌보는 일을 하기 위해 악화시키지 않도록 노력한다. 미터기가 0에 가까울 경우 Care-a-lot은 뇌우, 건물, 무지개가 허물어지거나, 밝은 색인 Care-a-lot은 점차 흑백으로 변하는 등의 재난이 발생하게 된다. 미터기가 0이 되면 (어디에도 보살핌이 없는) Care-a-lot은 영원히 사라지게 된다.

## 상품
장난감, 서적, 인사 장 및 애니메이션 미디어 외에도 케어 베어는 거미 곰, 파티 용품, 휴대 전화 커버, 실내 장식 세트, 문구 용품, 학교 용품, 스티커, 의류 등을 포함하여 부속품 및 많은 다른 상품으로 유명하다.
책, 만화책, 노래, 비디오 게임등 여러가지가 있다.

## 같이 보기
- 베렌스타인 베어스
- 브랏츠
- 마이 리틀 포니
- 스트로베리 쇼트케이크